# Purpuricenus globulicollis
Purpuricenus globulicollis је врста инсекта из реда тврдокрилаца (Coleoptera) и породице стрижибуба. Сврстана је у потпородицу Cerambycinae.

## Распрострањеност
Врста је распрострањена на подручју Француске, Италије, Мађарске и Балканског полуострва. У Србији је ретка врста и бележи се на планинама.

## Опис
Глава, ноге и антене су црне боје, пронотум је црн са различитим црвеним мрљама. Покрилца су црвене боје са црном мрљом у средини, врхови су им изрецкани, знатно су ужа и свака има јак сутурални трнчић. Дужина тела је од 8 до 19 mm.

## Биологија
Животни циклус траје две до три године. Развиће ове врсте је недовољно познато, али се претпоставља да се ларве развијају у храсту. Адулти су активни од маја до августа и срећу се на цвећу. Као домаћин јављају се вероватно различите врсте листопадног дрвећа.

## Статус заштите
Purpuricenus globulicollis се налази на Европској црвеној листи сапроксилних тврдокрилаца.

## Синоними
- Purpuricenus globulicollis var. laurenti Bonneau, 1987
- Purpuricenus tsherepanovae Tsherepanov, 198